# Héctor Valer

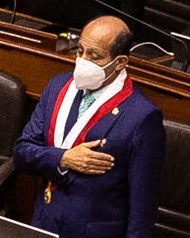
Héctor Valer, 2021

Héctor Valer Pinto (* 4. Februar 1959 in Abancay, Region Apurímac) ist ein peruanischer Rechtsanwalt und Politiker. Seit 2021 ist er Abgeordneter des peruanischen Kongresses und war vom 1. bis zum 5. Februar 2022 peruanischer Premierminister der Regierung unter Präsident Pedro Castillo. Er ist der am kürzesten amtierende Premierminister der peruanischen Geschichte.

## Leben
Héctor Valer wurde am 4. Februar 1959 in Abancay geboren, wo er die Primarschule Colegio N° 665 – Cachora und die Sekundarschule Gran Unidad Escolar Miguel Grau besuchte. In Lima studierte er von 1982 bis 1992 Rechtswissenschaft und Politische Wissenschaft an der Universidad Inca Garcilaso de la Vega und von 1995 bis 1998 an der Universidad Libre in Kolumbien. Es folgte ein Magisterstudium im Fach Ländliche Entwicklung an der Pontificia Universidad Javeriana in Kolumbien und Strafrecht der Universidad Nacional Mayor de San Marcos in Lima. 2012 wurde er Geschäftsführer der Rechtsanwaltskanzlei Centro Jurídico Valer Abogados S.A.C.
Valer ist in mehreren politischen Parteien aufgetreten. Nach eigenen Angaben war er bei der APRA von 1990 bis 1992 Untersekretär für Organisation und danach Nationaler Sekretär für Landwirtschafts- und Landarbeiterorganisationen. Andere Quellen nennen ihn erst ab 2008 als Mitglied dieser Partei. 2010 trat er aus der APRA aus. Valer wurde danach in der auf die Region Lima ausgerichteten „Breiten Front für Entwicklung“ (Frente Amplio de Desarrollo, FAD) aktiv, deren Gründer und politischer Führer er 2014 war.
Bei den Regionalwahlen in Lima 2014 trat Valer als Kandidat der Unión por el Perú an, wurde jedoch nicht gewählt. Auch seine Kandidatur bei den folgenden Regionalwahlen 2018, diesmal für Perú Nación, blieb erfolglos.
Bei den Parlamentswahlen 2021 trat Valer dagegen als Kandidat der rechts gerichteten Partei „Volkserneuerung“ (Renovación Popular, RN) an, deren Präsidentschaftskandidat Rafael López Aliaga war, und wurde zum Abgeordneten gewählt. Valer bezeichnete sich als sozialliberal und verteidigte die Verwendung des Quechua, nachdem es Guido Bellido 2021 im Parlament verwendet und die politische Rechte ihn deswegen angegriffen hatte.
Bereits im Juli 2021, drei Monate nach der Wahl, verließ er die Parlamentsfraktion der RN, da die Partei den Wahlsieg Pedro Castillos nicht anerkennen wollte. Er schloss sich zunächst der Fraktion Somos Perú – Partido Morado an und bildete im Januar 2022 mit Renegaten von Castillos Partei Perú Libre (Hamlet Echeverría, Luis Kamiche, Guillermo Bermejo und Betssy Chavez) und einem aus Acción Popular ausgetretenen Abgeordneten (Carlos Zeballos) die Fraktion „Demokratisches Peru“ (Perú Democrático). Für die neu gegründete Fraktion kündigte er an, an der Ausarbeitung einer neuen Verfassung zu arbeiten, welche die alte aus der Zeit Alberto Fujimoris ersetzen soll, so wie es im Wahlprogramm von Perú Libre und auch von Juntos por el Perú gestanden hatte.
Nachdem Mirtha Vásquez als Kabinettschefin zurückgetreten war, berief Präsident Castillo Héctor Valer als ihren Nachfolger, der am 1. Februar 2022 als neuer Premierminister Perus den Eid ablegte. Bereits drei Tage nach Amtsantritt Valers kündigte der Präsident die Bildung eines neuen Kabinetts mit einem anderen Premier an, denn ein Gerichtsverfahren gegen Valer wegen häuslicher Gewalt war bekannt geworden. Dabei verwies Castillo auf die Ablehnung Valers durch das Parlament. Kurz darauf verkündete Valer seinen Rücktritt vom Amt und erklärte: „Auf dem Schlachtfeld und auf dem Feld der Politik muss man Siege und Niederlagen anerkennen. Ich erkenne meine Niederlage an.“ Neuer Regierungschef wurde Aníbal Torres.

## Familie
Héctor Valer war mit Ana María Montoya Leo verheiratet, die 2021 starb. Aus der Ehe ging die Tochter Catherine Valer Montoya hervor. Am 21. Oktober 2016 zeigten Ana María Montoya und ihre Tochter Héctor Valer wegen häuslicher Gewalt an. Sie warfen ihm vor, dass er sowohl seine Frau als auch seine Tochter mit der Faust und der flachen Hand schlug, sie trat und an den Haaren zog. Im Februar 2017 wurden Maßnahmen zum Schutz seiner Frau gerichtlich verfügt.